# Chanel Nº 5 (Operette)
Chanel Nº 5 ist eine Operette mit der Musik von Friedrich Schröder. Das Libretto stammt von Günther Schwenn und Bobby E. Lüthge. Die Uraufführung fand am 23. Dezember 1947 zur Eröffnung des Corso-Theaters in Berlin statt. Das Werk nimmt Bezug auf das unter Coco Chanel entstandene Parfüm Chanel Nº 5.